# كاتسوهيكو تاكاهاشي
كاتسوهيكو تاكاهاشي (باليابانية: 高橋克彦)‏ (6 أغسطس 1947 في كامايشي، إيواته - ) روائي، وكاتب خيال علمي من اليابان.